# Route 4 (Saskatchewan)
Pour les articles homonymes, voir Route 4.
La route 4 est une route principale d'orientation nord-sud de la Saskatchewan, au Canada. Elle s'étend à partir de la frontière entre le Canada et les États-Unis où elle continue en tant que la U.S. Route 191 près de Monchy (en) jusqu'aux routes 224 (en) et 904 (en) au parc provincial de Meadow Lake (en). Sa longueur totale est d'environ 652 km. Les principales communautés le long de la route 4 sont Swift Current, Rosetown, Biggar, Battleford, North Battleford et Meadow Lake.